# Оренбурзький коридор

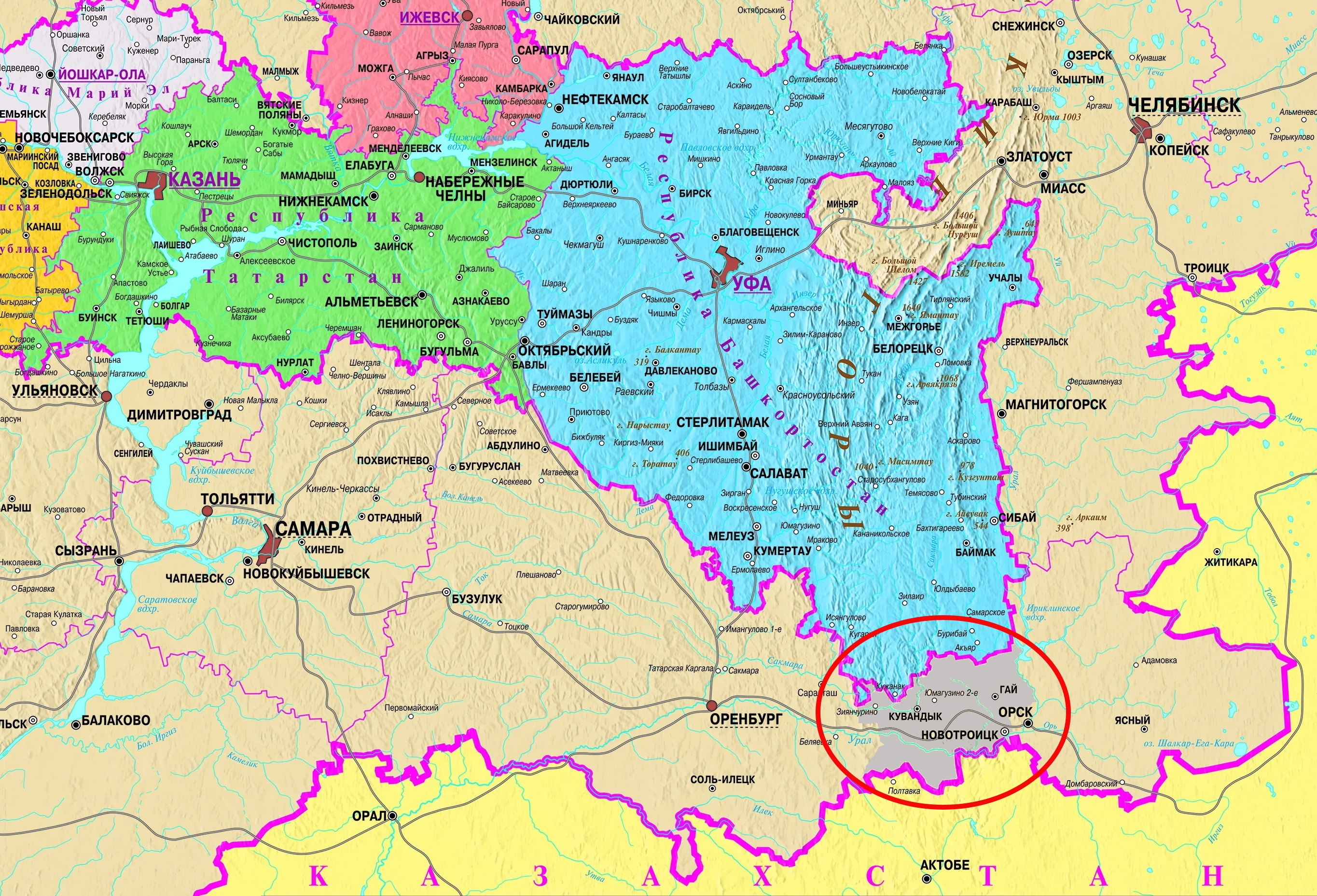
Кувандицький коридор на карті Південного Уралу

Оренбурзький коридор, Кувандицький коридор (башк. Ҡыуандыҡ/Ырымбур коридоры, каз. Қуандық/Орынбор коридоры (дәлізі), рос. Оренбургский коридор, Кувандыкский коридор) — термін, що використовується на позначення Кувандицького та Гайського районів Оренбурзької області, що відокремлюють Республіку Башкортостан від Казахстану.

## Етимологія і використання у політології
Термін був запроваджений у науковий обіг американським політологом Полом Гоблом у 2013 році Гобл вважає, що поява спільного башкиро-казахського кордону відокремить Москву від Сибіру та створить передумова для можливого визнання незалежності Башкортостану, а відтак й інших республік Ідель-Уралу. При цьому місцевий російські краєзнавчий веб-ресурс для позначення цієї території використовує термін Кувандійський коридор.
Український політолог і дослідник відцентрових рухів Російської Федерації Павло Подобєд стверджує, що розрив Оренбурзького коридору — важіль, що запускає процес виходу шести республік Поволжя зі складу РФ.
У 2018 році на розрив Кувандицького коридору натякнула державна інформаційна агенція Kazinform, яка опублікувала карту Казахстану, що включає землі Оренбурзької області. Новину швидко видалили, піднісши публікацію карти як прикру помилку. Вчинок інформагенції швидко прокоментували міжнародні оглядачі, зокрема й російські. Річ у тім, що у 2017-му генеральним директором державного Kazinform був призначений Аскар Умаров, який не приховує своїх націоналістичних поглядів, зокрема й у питанні повернення Оринбора (так казахи називають колишню столицю Оренбург).

## Історія
У 1918 році башкири і казахи на хвилі розпаду колишньої Російської імперії проголосили свої національні республіки. Місто Оренбург було одним з найважливіших центрів казахського національно-визвольного руху (Алаш). У вересні 1918 року в Уфі відбулася державна нарада башкирських і казахських представників. На порядку денному стояло питання про створення федерації. Наявність спільного кордону між республіками сприймалося як щось само собою зрозуміле.
Після більшовизації, на місці демократичних національних держав башкир і казахів виникли автономні радянські республіки в складі РРФСР. Оренбург став столицею Киргизької АРСР (так у той час називали Казахстан; не плутати з сучасним Киргизстаном), яка межувала на півночі з Башкирською АРСР.
1925 року більшовицьке керівництво вилучило Оренбурзьку губернію зі складу радянського Казахстану, передавши її безпосередньо РРФСР. Утворився так званий «Кувандицький коридор», що розділяє дві тюркські республіки. Надалі, внаслідок рішень з «уточнення кордону», він неодноразово розширювався. «Сталінська» конституція 1936 року підвищила статус окремих автономних республік до рівня союзних. Серед інших підвищився статус і Казахстану. Згідно з конституцією, союзні республіки мали право вільного виходу з СРСР. Щоб реалізувати таку можливість, вони повинні були мати спільний кордон з зовнішніми державами. Через наявність «Кувандицького коридору» Башкортостан не підходив під цей критерій — навіть якби ряди СРСР покинув Казахстан. Отже, Башкирська республіка залишалася в статусі АРСР, хоча за територією і населенням була порівнянна з багатьма союзними.
Норма про «вільний вихід з СРСР» перейшла і в наступну радянську конституцію 1977, однак до початку «Перебудови» залишалася лише голослівною декларацією. Все змінилося в кінці 1980-х, коли масові національні рухи в підсумку привели до «параду суверенітетів». Казахстан здійснив свій історичний вибір, проголосивши незалежність в грудні 1991 року.

## Значення для національних рухів Поволжя
Оскільки всі 6 республік Ідель-Уралу не мають виходів до зовнішніх кордонів Російської Федерації — політологи та історики неодноразово ставили під сумнів реалістичність здобуття ними державної незалежності та виходу зі складу РФ.
Представники татарського та башкирського національних рухів вважають створення радянською владою Кувандицького коридору вимушеним політичним кроком Москви, спрямованим на відсікання земель Башкортостану від Казахстану. Директор Інституту історії ім. Ш. Марджані академії наук Республіки Татарстан Рафаель Хакімов вважає, що з цією метою царська та більшовицька влада здійснювала комплекс заходів із переселення до Оренбурзького краю росіян, українців та козаків.
У 2019 році, під час визначення адміністративних кордонів між Башкортостаном та іншими суб'єктами РФ, громадський рух «Вільний Ідель-Урал» звернувся до Глави РБ Радія Хабірова із вимогою порушити питання про передачу до складу Республіки Башкортостан Кувандицького та Гайського районів Оренбурзької області. Ініціатори звернення обґрунтували свою позицію тим, що території зазначених районів раніше входили до складу Усерганського та Зілаїрського кантонів Автономної Башкирської СРР; і в цій місцевості досі значний відсоток населення складають башкири й татари, які позбавлені умов для збереження та розвитку башкирської культури.
Варто відзначити, що в азійській частині (лівобережжя річки Урал) Оренбурзької області казахи становлять 19,4 %, а в європейській частині (правобережжя річки Урал) 2,8 %.

## Інші коридори в Росії

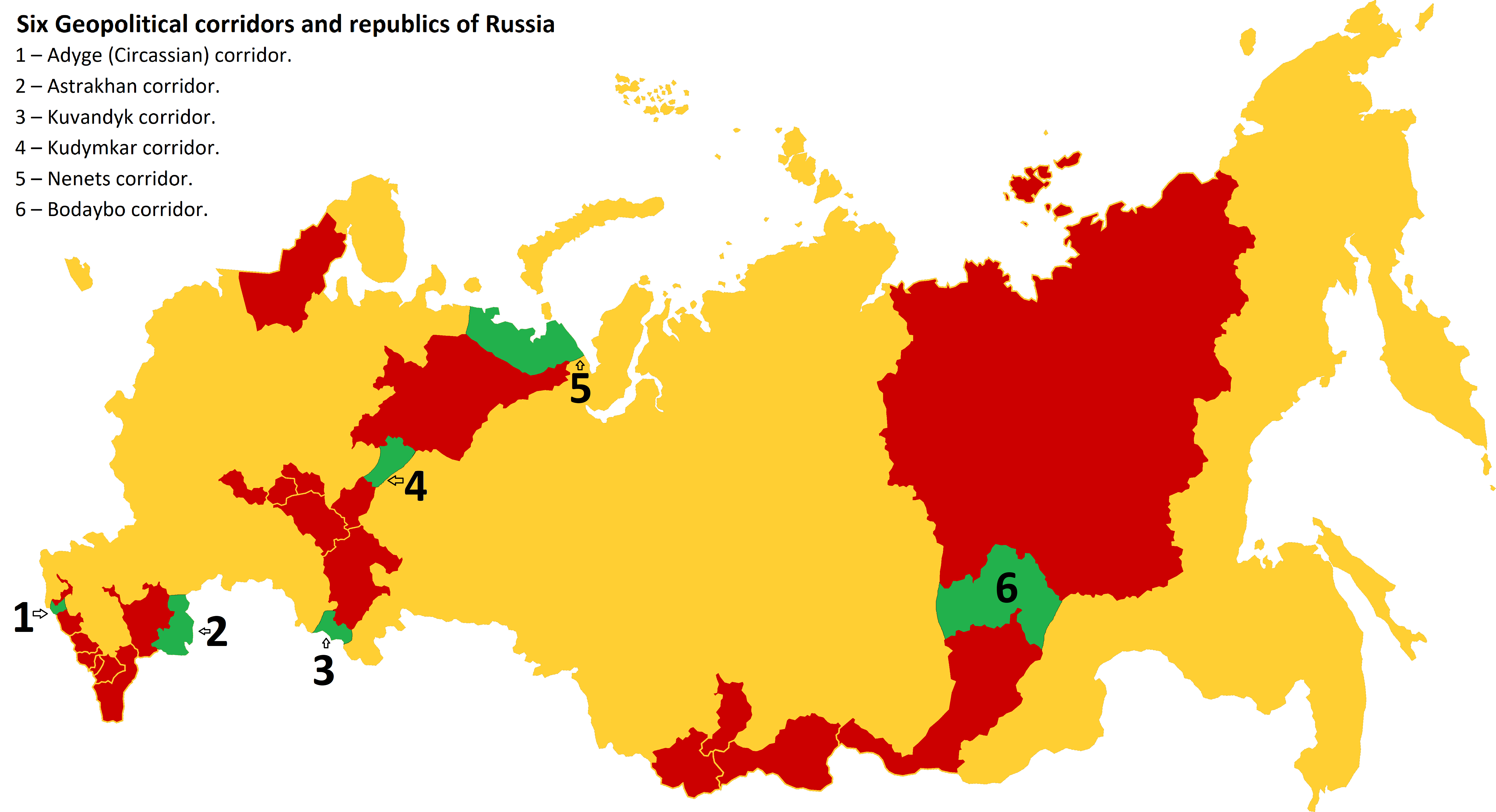
Шість геополітичних коридорів і республік Росії

1. Шість геополітичних коридорів і республік РосіїАдигейський (Черкеський) - розташований на території Краснодарського краю і відокремлює Республіку Адигея від Грузії та Карачаєво-Черкеської Республіки.
2. Астраханський - розташований на території Астраханської області та відокремлює Республіку Калмикія від Казахстану.
3. Кувандикський - розташований на території Оренбурзької області і відокремлює Республіку Башкортостан та інші 5 національних республік Приволзького федерального округу від Казахстану.
4. Кудимкарський - розташований на території Пермського краю і відокремлює Республіку Комі від Удмуртської Республіки та інших 5 національних республік Приволзького федерального округу.
5. Ненецький - розташований на території Ненецького Автономного Округу і відокремлює Республіку Комі від доступу до Світового океану.
6. Бодайбинський - розташований на території Красноярського краю і відокремлює Республіку Саха від Республіки Бурятія.